# Lèves
Lèves é uma comuna francesa na região administrativa do Centro, no departamento de Eure-et-Loir. Estende-se por uma área de 7,51 km². Em 2010 a comuna tinha 5 904 habitantes (densidade: 786,2 hab./km²).